# Teatro Hauer
O Teatro Hauer (grafia original: Theatro Hauer) foi uma casa de espetáculos, sendo considerado um dos primeiros teatros oficiais de Curitiba, capital do estado brasileiro do Paraná.

## História

### Os primórdios do teatro em Curitiba
A população curitibana não possuía um local de referência para espetáculos teatrais até meados do século XIX e as primeiras ações para transformar este cenário ocorrem, timidamente, por alguns entusiastas como Domingos Martins de Souza que em 1855 improvisa algumas apresentações ou pelo grupo teatral Sociedade Dramática Sete de Setembro que encenam algumas peças em um teatro provisório. Curitiba ganha, oficialmente, o primeiro teatro em 28 de setembro de 1884 quando é inaugurado o Teatro São Teodoro.
O Teatro Hauer passa a ser a segunda opção dos curitibanos, ao abrir, em 1891, como um local específico para apresentações artísticas. O edifício onde funcionou o Teatro Hauer foi construído em 1889 pelo imigrante e comerciante alemão Joseph Hauer e em 1891 o também alemão  Ludovico Carlos Egg inicia as atividades do teatro. O Hauer foi inaugurado com a apresentação da Companhia Dramática Alemã.
Quando a Revolução Federalista bate as portas de Curitiba, no ano de 1894, o Teatro São Teodoro é transformado em prisão legalista, ocorrendo ali torturas, fuzilamento e degolas, e mesmo após o término do conflito este teatro ficou fechado e abandonado por alguns anos. Neste período o Teatro Hauer é o único teatro em atividade na cidade.

### O início do cinema no Paraná
Em 1897 ocorreu um fato, de proporções históricas para o estado do Paraná. Em 25 de agosto daquele ano aconteceu a primeira exibição de imagens em movimento do estado e o local escolhido foi o Teatro Hauer. Nesta data foi apresentada ao público curitibano a novidade mundial que apenas um ano e oito meses antes parou a cidade de Paris na exibição pública dos irmãos Lumière no Grand Café. Esta novidade era o cinematógrafo. O equipamento que inaugurou o cinema paranaense era de propriedade da Companhia de Variedades de Faure Nicolay que viajava o Brasil fazendo apresentações “cinematográficas”.
Em meio à novidade do cinematógrafo, surgiram algumas companhias com equipamentos similares, como o Kinetoscópio, Vitascópio, Cronofotógrafo, Omniographo, Bioscópio, ou seja, equipamentos que utilizavam o princípio da ótica para fins de entretenimento ou simplesmente o mesmo cinematógrafo, só que com arranjos nominativos diferentes com o intuito de lotar teatros, mundo afora, com mais uma “nova maravilha”. 
Em 1903, o Teatro Hauer anunciou uma destas “maravilhas” como sendo um espetáculo imperdível. É o Bioscopo Inglês que apresenta imagens fixas e animadas, da Companhia de Arte de José Filippi, um italiano que percorreu o Brasil “filmando” e apresentando as imagens.
A partir de 1897 e ao longo de sua existência, o Hauer dividiu seu espaço entre apresentações artísticas, como as zarzuelas das companhias espanholas, espetáculos de música e teatro, especialmente os alemães, os inúmeros saraus dançantes do Grêmio Carlos Gomes, com as exibições de cinematógrafos e sessões de cinema, quando na evolução desta nova tecnologia.

### Nasce o futebol paranaense
Em 1909, o Hauer foi palco de mais um fato histórico para a cidade de Curitiba e o estado do Paraná. No dia 12 de outubro deste ano, nas dependências do teatro, ocorre uma reunião entre alguns curitibanos, na maioria alemães, que discorrem sobre uma excursão a cidade de Ponta Grossa a fim de realizarem uma partida de futebol, que na época era mais uma grande novidade.
Nos meses seguintes o mesmo grupo, e utilizando o mesmo espaço, realizam algum encontro para discutir, agora, na criação de um clube de futebol. Em 30 de janeiro de 1910, novamente no Hauer, é fundado o Coritybano Foot Ball Club (pouco depois é feita uma pequena alteração no nome do clube, ficando Coritiba F.C.), primeiro clube de futebol do estado do Paraná. A data da fundação foi determinada, na ata de 30 de janeiro, como sendo na primeira reunião do grupo em outubro de 1909.

### O declínio e o fechamento do Hauer
Transcorridos mais de duas décadas depois do nascimento do Coritiba, o Teatro Hauer passou por maus momentos; momentos estes decorrentes da falta de bons espetáculos na cidade e também da falta de iniciativa dos governantes em desenvolver o estímulo da cultura teatral como forma de atividade ou entretenimento aos mais jovens, haja vista que neste período o outro teatro da cidade, o Teatro Guayra (que sucedeu o Teatro São Teodoro), sofreu abandono total e conviveu com espetáculos e sessões de cinema com o risco de algumas paredes ruírem durante as apresentações. O Guayra foi interditado para grandes espetáculos em 1935 e o seu prédio foi demolido em 1937.
Em meio a este cenário de desolação na capital paranaense, o Teatro Hauer, palco de inúmeras e variadas atrações e cenário de fatos históricos do Paraná, fechou as portas durante a década de 1930.

### O imóvel após o Hauer
O imóvel, após o fechamento do teatro, virou o cinema Marabá, do empresário Paulo Sá Filho entre os anos de 1947 e 1965. Em 1970, o empresário João Aracheski Filho investe no imóvel e inaugura o Cine Bristol que funcionou até 1995 e logo após o ambiente foi transformado para receber o Bristol Golden Bingo, que, ao fechar, em virtude de lei federal proibindo este tipo de empresa, virou uma igreja evangélica.

## Imagens do Teatro Hauer e o prédio no século XXI
| | |
| Teatro Hauer em 1913. Nesta data o Hauer já tinha presenciado dois fatos da história paranaense: a primeira sessão de cinema e o surgimento do primeiro clube de futebol. Este prédio foi construído no final do século XIX. | Prédio do antigo Teatro Hauer em fevereiro de 2010. Nos primeiros anos do século XXI o edifício faz parte de uma igreja evangélica. |